# Le Lonzac
 Le Lonzac   (en occitano Au Lonsac) es una comuna   y población de Francia, en la región de Lemosín, departamento de Corrèze, en el distrito de Tulle y cantón de Treignac.
Su población en el censo de 2008 era de 796 habitantes.
Está integrada en la Communauté de communes de Vézère Monédières .

## Demografía
| 983 | 1084 | 992 | 929 | 855 | 772 | 796 |
| Para los censos de 1962 a 1999 la población legal corresponde a la población sin duplicidades (Fuente: INSEE [Consultar]) |      |     |     |     |     |     |